# Rhizina
Rhizina Fr. (przyczepka) – rodzaj grzybów należący do rzędu kustrzebkowców (Pezizales).

## Systematyka i nazewnictwo
Pozycja w klasyfikacji według Index Fungorum: Rhizinaceae, Pezizales, Pezizomycetidae, Pezizomycetes, Pezizomycotina, Ascomycota, Fungi.
Nazwa polska według M.A. Chmiel.
Gatunki:
- Rhizina atra Rodway 1921
- Rhizina undulata Fr. 1815 – przyczepka falista

Wykaz gatunków i nazwy naukowe na podstawie Index Fungorum. Nazwy polskie według M.A. Chmiel.